# Cantonul Équeurdreville-Hainneville
Cantonul Équeurdreville-Hainneville este un canton din arondismentul Cherbourg-Octeville, departamentul Manche, regiunea Basse-Normandie, Franța.

## Comune
| Comune                     | Populație (1999) | Cod poștal | Cod INSEE |
| -------------------------- | ---------------- | ---------- | --------- |
| Équeurdreville-Hainneville | ...              | 50120      | 50173     |
| Nouainville                | ...              | 50690      | 50382     |
| Querqueville               | ...              | 50460      | 50416     |
| Sideville                  | ...              | 50690      | 50575     |
| Teurthéville-Hague         | ...              | 50690      | 50594     |
| Virandeville               | ...              | 50690      | 50643     |